# Samanco (distrito)
O distrito peruano de Samanco é um dos treze distritos que formam a Província de Santa, situada em Ancash, pertencente a região de Ancash.

## Transporte
O distrito de Samanco é servido pela seguinte rodovia:
- PE-1N, que liga o distrito de Aguas Verdes (Região de Tumbes) - Ponte Huaquillas/Aguas Verdes (Fronteira Equador-Peru) - e a rodovia equatoriana E50 - à cidade de Lima (Província de Lima)
- AN-104, que liga a cidade ao distrito de Caraz[2][3][4]